# 3750 Ilizarov
3750 Ilizarov (1982 TD1) là một tiểu hành tinh vành đai chính được phát hiện ngày 14 tháng 10 năm 1982 bởi Lyudmila Karachkina ở Nauchnyj.